# Nuncjatura Apostolska w Malezji
Nuncjatura Apostolska w Malezji – misja dyplomatyczna Stolicy Apostolskiej w Malezji. Siedziba nuncjusza apostolskiego mieści się w Kuala Lumpur.
Nuncjusz apostolski w Malezji jest akredytowany również w Demokratycznej Republice Timoru Wschodniego. Ponadto jest delegatem apostolskim w Brunei.

## Historia
W 1983 papież Jan Paweł II utworzył Delegaturę Apostolską w Malezji i Brunei. Wcześniej kontakty z Kościołem w tych państwach leżały w gestii Delegatury Apostolskiej w Tajlandii, Laosie i na Półwyspie Malajskim. W 1998 oficjalnie rozdzielono misje. 18 lipca 2011 papież Benedykt XVI podniósł Delegaturę Apostolską w Malezji do rangi nuncjatury. Nuncjusz apostolski rezyduje w Malezji od 2013.

## Przedstawiciele papiescy w Malezji

### Delegaci apostolscy
- abp Renato Raffaele Martino (1983–1986) Włoch; pronuncjusz apostolski w Tajlandii
- abp Alberto Tricarico (1987–1993) Włoch; pronuncjusz apostolski w Tajlandii
- abp Luigi Bressan (1993–1999) Włoch; nuncjusz apostolski w Tajlandii
- abp Salvatore Pennacchio (2003–2010) Włoch; nuncjusz apostolski w Tajlandii
- abp Leopoldo Girelli (2011) Włoch; nuncjusz apostolski w Singapurze

### Nuncjusze apostolscy
- abp Leopoldo Girelli (2011–2013) Włoch; nuncjusz apostolski w Singapurze
- abp Joseph Marino (2013–2019) Amerykanin
- abp Wojciech Załuski (od 2020) Polak